# Выборы губернатора Калужской области (2025)
Выборы губернатора состоятся в Калужской области 12, 13 и 14 сентября 2025 года, одновременно с выборами в законодательное собрание Калужской области 8 созыва. 
10 июня заксобрание Калужской области назначило выборы на единый день голосования 14 сентября 2025 года. 18 июня избирательная комиссии Калужской области решила, что голосование будет проводиться три дня подряд: 12, 13 и 14 сентября 2025 года.
Губернатор избирается на 5 лет. На тот же срок избранный губернатор назначает членом Совета Федерации одного из трёх протеже, заявленных при выдвижении.
На 1 января 2025 года в области было зарегистрировано 798 108 избирателей, из которых около 37,2 % (297 114 избирателей) в Калуге и около 11,7 % (93 424 избирателей) в Обнинске. Выборы признаются состоявшимися при любой явке избирателей, так как порог явки не установлен.

## Предшествующие события
13 февраля 2020 года, после досрочной отставки Анатолия Артамонова («Единая Россия») президент Владимир Путин назначил временно исполняющим обязанности губернатора Владислава Шапшу, главу администрации Обнинска и члена партии «Единая Россия». На следующий день, 14 февраля 2020 года, Шапша назначил Артамонова сенатором — представителем исполнительного органа власти Калужской области в Совете Федерации. Он сменил на этой должности Юрия Волкова.
11 июня 2020 года были назначены выборы губернатора. Партия «Единая Россия» выдвинула Владислава Шапшу, КПРФ — Николая Яшкина, «Справедливая Россия» — Надежду Ефремову. Владислав Шапша при выдвижении указал кандидатами в Совет Федерации предыдущего губернатора и действующего сенатора Анатолия Артамонова, заместителя губернатора Калужской области Константина Горобцова и замдиректора по науке Обнинского НПО «Технология» им. А. Г. Ромашина Олега Комиссара.
В сентябре 2020 года выборы губернатора проводились одновременно с выборами депутатов законодательного собрания. Голосование проводилось три дня — 11, 12 и 13 сентября. Трёхдневное голосование объясняли мерами противоэпидемической безопасности из-за пандемии COVID-19. Первые два дня было досрочное голосование. За три дня было выдано 283 486 бюллетеней, явка составила 35,39 % избирателей. Из них 181 762 или 64,12 % выдали досрочно, 11 и 12 сентября. В день голосования, 13 сентября, бюллетени получили на участках и вне участков 101 724 или 35,88 % от принявших участие в голосовании. Почему-то бюллетеней было выдано на 276 больше, чем в Едином округе на выборах Законодательного собрания области. 
По итогам выборов большинство голосов (71,19 %) получил Владислав Шапша. 16 сентября 2020 года он вступил в должность губернатора на 5 лет и переназначил членом Совета Федерации Анатолия Артамонова, который до 13 февраля был губернатором области.

## Организация выборов
Избирательная комиссия Калужской области состоит из 12 членов с правом решающего голоса. Действующий состав сформирован в декабре 2021 года на 5 лет (2021—2026). Из 12 членов комиссии половину назначил губернатор Владислав Шапша, половину — депутаты заксобрания. В декабре 2021 года председателем был избран Александр Бурков. С 29 декабря 2024 года должность председателя занимает Екатерина Князева.

### Ключевые даты
- 10 июня законодательное собрание Калужской области назначило выборы на 14 сентября 2025 года — единый день голосования. Документ подписал Геннадий Новосельцев. 15 июня постановление было опубликовано на сайте заксобрания[10][11].
- 11 июня избирательная комиссия определила число лиц, чьи подписи необходимо собрать кандидатом, а также число муниципальных образований.
- 19 июня избирательная комиссия определила, что выборы пройдут в течение трёх дней подряд: 12, 13, 14 сентября 2025 года[12].
- с 15 июня по 5 июня до 18.00 (20 дней) — период выдвижения кандидатов. Агитационный период начинается со дня выдвижения кандидата и прекращается за одни сутки до дня голосования.
- с 25 июля по 30 июля до 18.00 (5 дней) — представление документов для регистрации кандидатов, к заявлениям должны прилагаться листы с подписями в поддержку кандидата.
- до 5 августа (10 дней) — проверка и принятие решения о регистрации кандидата либо об отказе в регистрации.
- с 16 августа по 11 сентября — период агитации в СМИ
- 12, 13, 14 сентября — дни голосования.

### Муниципальный фильтр
В Калужской области кандидаты должны собрать подписи 5 % муниципальных депутатов и избранных глав муниципальных образований. Среди них должно быть 5 % подписей депутатов районных советов и городских округов и избранных глав районов и городских округов, собранные не менее чем в трёх четвертях районов и городских округов.
11 июня 2025 года избирательная комиссия опубликовала постановление о количестве подписей. Каждый кандидат должен собрать от 132 до 138 подписей депутатов всех уровней и глав муниципальных образований, из которых от 25 до 27 подписей депутатов представительных органов муниципальных районов, муниципальных и городских округов и (или) глав муниципальных районов и городских округов не менее чем 20 муниципальных районов, муниципальных и городских округов.
|                                                              | Количество | Доля | Муниципальные образования                                                                   | Территориальные требования                   |
| ------------------------------------------------------------ | ---------- | ---- | ------------------------------------------------------------------------------------------- | -------------------------------------------- |
| Депутаты и (или) избранные главы муниципальных образований   | 132-138    | 5 %  | 2 городских округа, 24 муниципальных района, 26 городских поселения, 252 сельских поселения | —                                            |
| Депутаты и (или) избранные главы районов и городских округов | 25-27      | 5 %  | 2 городских округа, 24 муниципальных района                                                 | из 20 административных единиц второго уровня |

## Кандидаты
По закону «О выборах губернатора Калужской области» кандидаты выдвигаются только политическими партиями, имеющими право участвовать в выборах. Самовыдвижение не допускается. Избран может быть гражданин Российской Федерации достигший возраста 30 лет. У кандидата не должно быть гражданства иностранного государства либо вида на жительство в какой-либо иной стране.
На выдвижение кандидатов отводится 20 дней со дня публикации решения о назначении выборов. Период выдвижения продолжался с 15 июня по 5 июля 2025 года. За это время кандидатов выдвинули 5 партий. 4 июля в избиркоме заявили, что будет только 5 кандидатов, так как о проведении мероприятия по выдвижению кандидата требуется уведомить избирательную комиссию не позднее, чем за один день и уведомлений от других партий не было.
Подать в избирком листы с подписями муниципальных депутатов и пакет документов по трем кандидатурам для назначения в Совет Федерации требовалось по 30 июля до 18.00. 28 июля подал документы Владислав Шапша, «Единая Россия», 138 подписей. 29 июля подали документы три кандидата: Иван Родин, «Партия пенсионеров», 138 подписей; Николай Яшкин, КПРФ, 138 подписей; Надежда Ефремова, СРПЗП, 138 подписей. 30 июля подал документы Степан Опарышев, ЛДПР, 138 подписей.
| Кандидат         | Возраст              | Должность (на момент выдвижения) | Субъект выдвижения                           | Сдано подписей | Статус | Кандидаты в Совет Федерации |
| ---------------- | -------------------- | --- | -------------------------------------------- | -------------- | ------ | --------------------------- |
| Надежда Ефремова | 40 лет (15.10.1984)  | депутат заксобрания Калужской области 7 созыва на непостоянной основе, юрисконсульт в ООО «Фактор НК»                                               | «Справедливая Россия — Патриоты — За правду» | 138            | выдв.  |                             |
| Степан Опарышев  | 38 лет (26.01.1987)  | начальник отдела в ООО «МироСтрой» | ЛДПР                                         | 138            | выдв.  |                             |
| Иван Родин       | 38 лет (14.04.1987)  | депутат Городской думы города Калуги на непостоянной основе, заместитель директора по спортивной подготовке Спортивной школы «Космос» города Калуги | «Партия пенсионеров»                         | 138            | выдв.  |                             |
| Владислав Шапша  | 52 года (20.09.1972) | губернатор Калужской области | «Единая Россия»                              | 138            | выдв.  |                             |
| Николай Яшкин    | 65 лет (01.01.1960)  | директор СПК «Жерелево», депутат заксобрания Калужской области 7 созыва на непостоянной основе                                                      | КПРФ                                         | 138            | выдв.  |                             |